# 龍脷

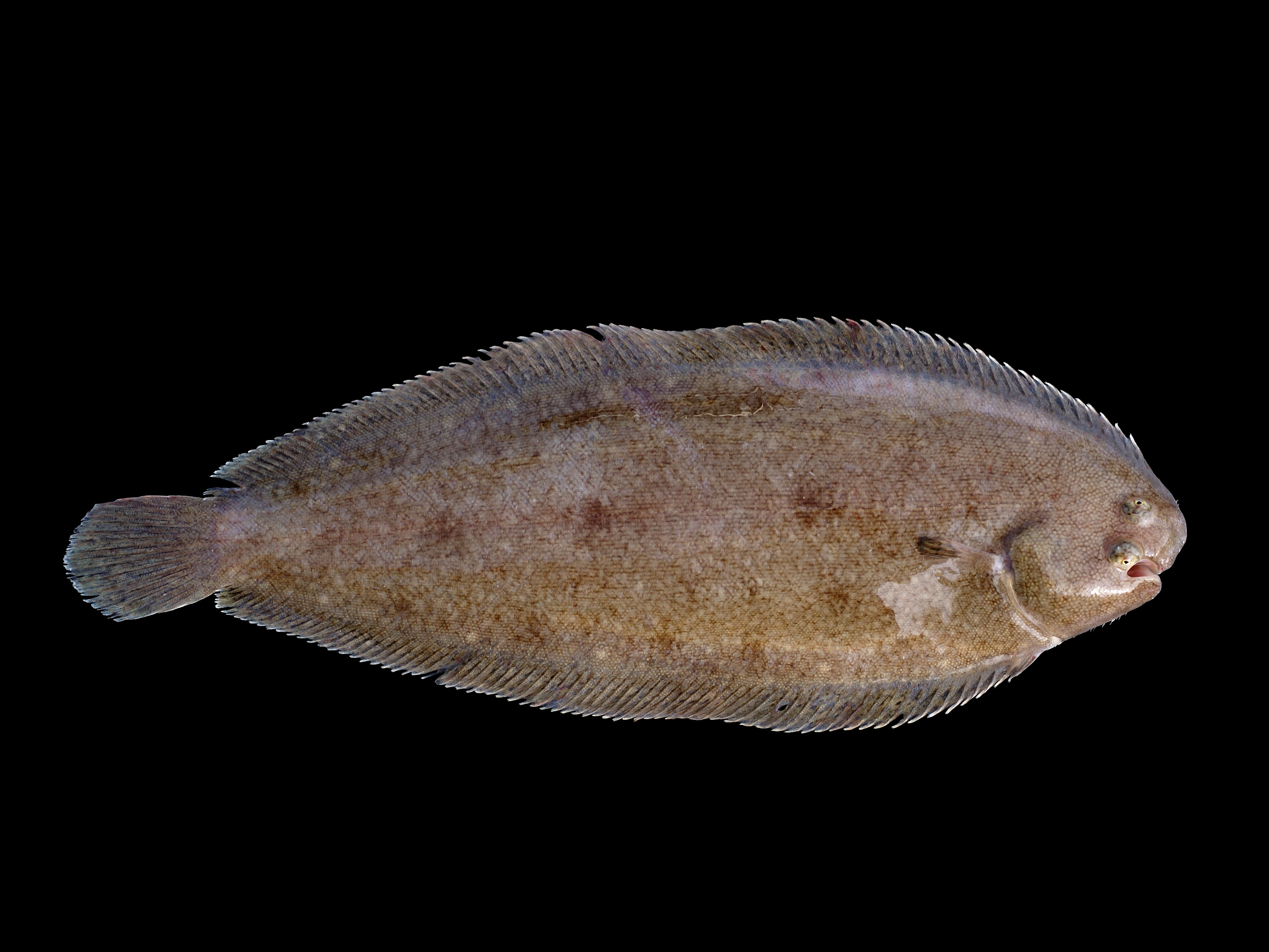
鰨

龍脷是广东及香港对多種鲽形目（特别是鳎亚目）魚類的泛指俗称。因魚身扁平，貌似舌頭（廣東地區稱為「脷」），故称為龍脷或龍脷魚（有时也写作“龙利鱼”）。食用方法多為起出魚柳（龍脷柳）後香煎。
龍脷是一種生長速度較快的魚類，兩至三歲便可繁殖，有些品種壽命更有16年。

## 混淆
不良商家将自越南、泰國湄公河流域人工養殖的博氏巨鯰（学名：Pangasius bocourti，俗称巴沙鱼（英語：Basa Fish, Catfish）假冒为龍脷鱼销售。